# Gramatik
 (juin 2013).
Si vous disposez d'ouvrages ou d'articles de référence ou si vous connaissez des sites web de qualité traitant du thème abordé ici, merci de compléter l'article en donnant les références utiles à sa vérifiabilité et en les liant à la section « Notes et références ».
Gramatik, de son vrai nom Denis Jašarević, est un DJ, producteur slovène, né le 19 octobre 1984 à Portorož, Slovénie.
Dans ses premiers albums, Gramatik reprend des classiques de style funk, jazz, ou soul en y ajoutant une basse profonde et un beat entraînant.
Depuis 2012 et son album DigitalFreedom, Gramatik fait également du dubstep. Il a travaillé avec l'artiste GRiZ, avec lequel il semble être engagé pour la liberté de partage sur Internet, il a notamment mis à disposition sa discographie entière en téléchargement gratuit et légal.

## Enfance
Denis découvre son amour pour la musique à l'âge de 3 ans, en écoutant du funk, jazz, soul depuis les cassettes de sa grande sœur.
Plus grand il est entraîné dans la culture hip-hop par des artistes tels que DJ Premier, Guru, Rza et Dr. Dre. 
Il commence ses premières productions à l'âge de 13 ans sur son PC, qu'il partage sur le réseau musical Beatport. C'est par ce biais qu'il se fait connaître aux  États-Unis et en Europe.